# Departamento de Tafí Viejo
Departamento de Tafí Viejo är en kommun i Argentina.   Den ligger i provinsen Tucumán, i den norra delen av landet, 1 100 km nordväst om huvudstaden Buenos Aires.
Runt Departamento de Tafí Viejo är det i huvudsak tätbebyggt. Runt Departamento de Tafí Viejo är det ganska tätbefolkat, med 108 invånare per kvadratkilometer.